# Askhabil-Kuli
Askhabil-Kuli (en rus: Асхабиль-Кули) és un poble del Daguestan, a Rússia, que en el cens del 2010 tenia 9 habitants. Pertany al districte rural de Gunib.